# Carl Wallenius
Carl Gideon Wallenius, född 28 december 1865 i Håtuna socken, död 13 januari 1947 i Chicago, var en svenskamerikansk lärare och frikyrkopastor.
Carl Wallenius var son till folkskolläraren och metodistpredikanten Carl Wallenius och Gustava Elisabeth Björklund. Han avlade mogenhetsexamen i Visby 1886 och bedrev teologiska studier vid Uppsala universitet 1886–1887. Han antog 1887 kallelse att tjänstgöra som biträdande pastor vid metodistförsamlingen i Jönköping men reste redan 1888 till USA, där han till att börja med ägnade sig åt studier vid Bostons universitet. Han blev 1889 lärare i teologi, grekiska och svenska vid svenska teologiska seminariet i Evanston, Illinois, där han verkade till 1906. Han var sedan pastor bland annat i Donovan, Illinois, varpå han återvände till seminariet i Evanston och var dess rektor 1909–1918. 1919–1924 var Wallenius pastor för Bethaniaförsamlingen i Chicago, och 1924–1931 var han, sedan seminariet i Evanston förändrats en allmän teologisk läroanstalt med namnet Wesleyan Academy and Theological Seminary, rektor för skolan. Från 1931 var Wallenius pastor i Emmanuelsförsamlingen i Evanston. Wallenius var under en lång tid en av de ledande männen inom den svenskamerikanska metodismen. Han redigerade under flera perioder dess tidning Sändebudet, där han medverkade flitigt. Han var även högt skattad föreläsare i historiska ämnen. Tillsammans med N. M. Liljegren och N. O. Westergreen utgav Wallenius 1895 Svenska metodismen i Amerika. 1911–1913 publicerade han i Year Book of the Swedish Historical Society of Amerika uppsatsen Den högre skolverksamheten bland svenskarna i Amerika. Wallenius var en av grundarna av The Swedish Historical Society of America samt sekreterare i Svenska kulturförbundet i Amerika. Han blev 1913 teologie hedersdoktor vid Northwestern University of Evanston.